# Uplive
Uplive，又名Up直播，是一個網絡直播平台，由亞洲創新控股集團營運，2016年於台灣上架，並發展至香港、東南亞、印度、中東、美洲等地。

## 發展
Uplive前身是葉冠義創立的台灣直播軟體「MimiCam」，2016年被亞洲創新控股集團（Asia Innovations Group Limited，簡稱亞創）收購，變更為Uplive，葉冠義亦加入亞創成為執行長。在香港、胡志明市、雅加達、開羅、北京等城市設有分公司。
據2018年的用戶分布統計，大中華區佔比是24%（其中台灣有5.7%）、泛印度地區佔比是 22%、東亞地區佔比是 10%、北非地與中東地區佔比是20%、美洲地區佔比是16%，但實際收入倚重台灣。該年沙地阿拉伯十大社交App的用戶支出中，Uplive排名第三。
到了2021年用戶數量超過3億人。 
Uplive亦開設經理人公司，訓練旗下網絡主播的成為藝人。在台灣成立了女團Up Girls。

## 媒體合作

### 香港
- 《就是青春》Uplive踢館戰
- 《直播王》[6]